# Kobatovci
Kobatovci (szerbül: Кобатовци), település Bosznia-Hercegovinában, Laktaši községben, Bosanska krajina területén, a Szerb Köztársaságban. 

## Fekvése
Bosznia-Hercegovina északi részén, Banja Lukától légvonalban 22, közúton 25 km-re északkeletre, községközpontjától légvonalban 4, közúton 5 km-re északra, a Lijevce polje síkságán 113-117 méteres magasságban fekszik.

## Népessége
| Nemzetiségi csoport | Népesség 1991 | Népesség 2013 |
| ------------------- | ------------- | ------------- |
| Szerb               | 774           | 835           |
| Bosnyák             | 0             | 1             |
| Horvát              | 17            | 17            |
| Jugoszláv           | 33            | 0             |
| Egyéb               | 19            | 8             |
| Összesen            | 843           | 861           |

## Története
A középkorban valószínűleg ezen a területen volt az 1675-ben 1640 lelket számláló lijevčei plébánia, mely az 1683 és 1699 közötti török háború után szűnt meg. A török uralom idején szerb családok települtek a Kozara-hegység alatti területre. Kobatovci eredetileg a hegység nyúlványain létesült és csak később népesült be a síkságra eső része, mely a Maglajan felé vezető út mellett húzódik nyugat-keleti irányban.
A település 1878-ig tartozott az Oszmán Birodalomhoz, ekkor a berlini kongresszus határozata alapján az Osztrák-Magyar Monarchia része lett. 1879-ben az első osztrák-magyar népszámlálás során a Banja Luka-i járáshoz tartozó településnek 28 háztartása és 184 ortodox lakosa volt. 1910-ben a Banja Luka-i járáshoz tartozó településen 55 háztartást, 324 ortodox és 8 római katolikus lakost találtak. A monarchia szétesésével 1918-ban előbb a Szerb-Horvát-Szlovén Királyság, majd 1929-től a Jugoszláv Királyság része. 1921-ben a községnek 65 háztartása és 410 lakosa volt. Az 1929-es törvény értelmében, amikor Bosznia-Hercegovinát négy banovinára, Drinskára, Vrbaskára, Zetskára és Primorskára osztották, a település a Vrbaska banovina része lett, amelynek székhelye Banja Luka volt. 
Jugoszlávia megszállása után a Független Horvát Állam (NDH) része lett. A második világháború után a szocialista Jugoszláviához tartozott. A daytoni békeszerződést követő területfelosztásnál Laktaši község részeként a Szerb Köztársaság területéhez került.

## Nevezetességei
- A Legszentebb Istenszülő Elszenderülése tiszteletére szentelt ortodox temploma